# Цукуры
Цукуры (укр. Цукури) — село в Таврийской городской общине Каховского района Херсонской области Украины.
Население по переписи 2001 года составляло 818 человек. Почтовый индекс — 74832. Телефонный код — 5536. Код КОАТУУ — 6523582004.

## Местный совет
74830, Херсонская обл., Каховский р-н, с. Каменка, ул. Советская, 35